# 紫神転生〜ライヴ・アット・ジ・オリンピア'96〜
『紫神転生〜ライヴ・アット・ジ・オリンピア'96〜』（ししんてんせい ライヴ・アット・ジ・オリンピア'96、原題：Live at the Olympia '96）は、ディープ・パープルが1996年に録音・1997年に発表したライブ・アルバム。スティーヴ・モーズ加入後としては初のライブ・アルバムで、「テムズ」というレーベルへの移籍第1弾アルバムに当たる。オーバー・ダビングは一切行われておらず、CDのケースには「Official Bootleg」と記載されたステッカーが貼られた。

## 反響・評価
ドイツでは1997年6月23日付のアルバム・チャートで98位を記録したが、翌週にはトップ100圏外に落ちた。
グレン・ミラーはオールミュージックにおいて5点満点中4点を付け「ディープ・パープルは絶好調で、生々しいパワーと自由奔放なジャムを誇示し、『紫の証』からの新曲にエネルギーを注入している」と評している。また、『CDジャーナル』のミニ・レビューでは「各曲に挿入された小粋なアドリブは職人芸で最大の聴きどころ」と評されている。

## 収録曲
特記なき楽曲はイアン・ギラン、スティーヴ・モーズ、ジョン・ロード、ロジャー・グローヴァー、イアン・ペイスの共作。

### ディスク1
1. ファイアボール - Fireball (Ian Gillan, Ritchie Blackmore, Jon Lord, Roger Glover, Ian Paice) - 5:02
2. メイビー・アイム・ア・レオ - Maybe I'm a Leo (I. Gillan, R. Blackmore, J. Lord, R. Glover, I. Paice) - 5:54
3. テッド・ザ・メカニック - Ted the Mechanic - 5:05
4. ピクチャー・オブ・ホーム - Pictures of Home (I. Gillan, R. Blackmore, J. Lord, R. Glover, I. Paice) - 5:58
5. ブラック・ナイト - Black Night (I. Gillan, R. Blackmore, J. Lord, R. Glover, I. Paice) - 7:33
6. カスケイズ：アイム・ノット・ユア・ラヴァー - Cascades: I'm Not Your Lover - 11:07
7. サムタイムズ・アイ・フィール・ライク・スクリーミング - Sometimes I Feel Like Screaming - 7:21
8. ウーマン・フロム・トーキョー - Woman from Tokyo (I. Gillan, R. Blackmore, J. Lord, R. Glover, I. Paice) - 6:29
9. 誰も来ない - No One Came (I. Gillan, R. Blackmore, J. Lord, R. Glover, I. Paice) - 5:53
10. ザ・パーペンディキュラー・ワルツ - The Purpendicular Waltz - 5:09

### ディスク2
1. ローザズ・カンティーナ - Rosa's Cantina - 6:18
2. スモーク・オン・ザ・ウォーター - Smoke on the Water (I. Gillan, R. Blackmore, J. Lord, R. Glover, I. Paice) - 9:24
3. ブラインド・マン - When a Blind Man Cries (I. Gillan, R. Blackmore, J. Lord, R. Glover, I. Paice) - 7:17
4. スピード・キング - Speed King (I. Gillan, R. Blackmore, J. Lord, R. Glover, I. Paice) - 11:45
5. パーフェクト・ストレンジャーズ - Perfect Strangers (I. Gillan, R. Blackmore, R. Glover) - 6:43
6. ヘイ・シスコ - Hey Cisco - 7:30
7. ハイウェイ・スター - Highway Star (I. Gillan, R. Blackmore, J. Lord, R. Glover, I. Paice) - 8:03

## 参加ミュージシャン
- イアン・ギラン - ボーカル、ハーモニカ
- スティーヴ・モーズ - ギター
- ジョン・ロード - ハモンドオルガン、キーボード
- ロジャー・グローヴァー - ベース
- イアン・ペイス - ドラムス

アディショナル・ミュージシャン
- Vincent Chavagnac, Eric Mula, Christian Fourquet - ホーン・セクション(on "Cascades: I'm Not Your Lover", "No One Came", "The Purpendicular Waltz", "Highway Star")